# Intoxicados
Intoxicados a fost o formație argentiniană din Buenos Aires (2000-2009) de rock 'n' roll și rock stone. Membrii formației sunt:
- Cristian "Pity" Álvarez.
- Felipe Barrozo.
- Jorge Rossi.
- Abel Meyer.
- Adrián "Burbujas" Perez.
- Ezequiel "Peri" Rodriguez.
- Victor "Sax" Djamkotchian.
- Fabio Cuevas.

## Discografie
- Buen Día (2001)
- No Es Sólo Rock'n'Roll (2003)
- Otro día en el planeta tierra (2006)
- El Exilio de las Especies (Thend) (2009)